# چارلز روزنتال
چارلز روزنتال (انگلیسی: Charles Rosenthal; ۱۲ فوریهٔ ۱۸۷۵ – ۱۱ مهٔ ۱۹۵۴) معمار، سرباز، سیاستمدار و فرمانده نظامی اهل استرالیا بود. وی همچنین برندهٔ جوایزی همچون نشان حمام شده‌است.